# Knjige u 2000.
◄◄ | ◄ | 1997. | 1998. | 1999. | 2000.  | 2001. | 2002. | 2003. | ► | ►►
Arhitektura • Astronautika • Astronomija • Biologija • Film • Fotografija • Glazba • Kazalište • Kemija • Kiparstvo • Knjige • Književnost • Kršćanstvo • Meteorologija • Medicina • Planinarstvo • Politika • Pravo • Promet • Slikarstvo • Strip • Šport • Televizija • Znanost • Zrakoplovstvo • Željeznički promet
Knjige u 2000.

## Hrvatska i u Hrvata
- Praktični ribolov - Enciklopedija, Tony Miles. Izdavač: Leo Commerce. Broj stranica: 256. ISBN 9789536232774 nevaljani ISBN

## Vanjske poveznice
|  | Zajednički poslužitelj ima još gradiva o temi Knjige iz 2000. |